# Through the Looking Glass
Through the Looking Glass — одиннадцатый студийный альбом американской рок-группы Toto, изданный в 2002 году.

## Об альбоме
Through the Looking Glass записывался в студии Coy Sound, принадлежащей барабанщику Саймону Филлипсу.
Альбом был издан на двадцатипятилетие существования коллектива и полностью состоял из кавер-версий на песни различных исполнителей: «Could You Be Loved» (Боб Марли), «Maiden Voyage / Butterfly» (Херби Хэнкок), «Burn Down the Mission» (Элтон Джон), «Sunshine of Your Love» (Cream), «Bohidsattva» (Steely Dan), «House of the Rising Sun» (Эрик Бёрдон),  «It Takes a Lot to Laugh, It Takes a Train to Cry» (Боб Дилан), «Watching the Detectives» (Элвис Костелло), «Living for the City» (Эл Грин и Стиви Уандер). «Could You Be Loved» была издана официальным первым синглом, а «While My Guitar Gently Weeps» — промосинглом.
Диск получил смешанные отзывы. Рецензент американского сайта Allmusic Уильям Рульманн пишет, что группа наконец добилась свободы от корпоративных «оков» для того, чтобы записать альбом, состоящий из кавер-версий их любимых музыкантов на своем собственном лейбле Toto Recordings, хотя пластинка была издана CMC Records. В свой «безупречный» трек-лист Toto включили каверы на композиции The Beatles, Cream, Steely Dan, The Temptations, Боба Дилана, Элвиса Костелло, Элтона Джона, Боба Марли, Херби Хэнкока, а также Стиви Уандера. «Песни, выбранные группой, хороши, и в оригинале отлично исполнены. На Through the Looking Glass у них также имеется приятное звучание». Он раскритиковал участников Toto за то, что те не привнесли в старые композиции ничего нового, ограничившись лишь простыми копиями оригиналов («Sunshine of Your Love» и «Bodhisattva»). Согласно мнению критика, это наводит на мысль, что члены коллектива на протяжении всего творческого пути пытались подражать другим, либо просто играли в угоду продюсерам.
Обозреватель немецкого портала laut.de отметил, что Toto решили сами себе устроить подарок на двадцатипятилетие, издав альбом, включающий в себя только кавер-версии, в основном на песни 1970-х годов, которые имеют большое значение для них. Они звучат энергично, превосходно, с энтузиазмом. На пластинке присутствуют «Could You Be Loved» и «Watching the Detectives» в стиле регги, блюзовая «It Takes a Lot to Laugh, It Takes a Train to Cry», а также красивая баллада «While My Guitar Gently Weeps».

## Список композиций
| №   | Название                                                  | Автор(ы)                       | Вокал             | Длительность |
| --- | --------------------------------------------------------- | ------------------------------ | ----------------- | ------------ |
| 1.  | «Could You Be Loved»                                      | Боб Марли                      | Кимболл           | 3:47         |
| 2.  | «Bodhisattva»                                             | Уолтер Бекер, Дональд Фэген    | Кимболл и Люкатер | 4:51         |
| 3.  | «While My Guitar Gently Weeps»                            | Джордж Харрисон                | Люкатер           | 5:15         |
| 4.  | «I Can't Get Next to You»                                 | Норман Уайтфилд, Баррет Стронг | Кимболл           | 4:04         |
| 5.  | «Living for the City»                                     | Стиви Уандер                   | Кимболл           | 5:49         |
| 6.  | «Maiden Voyage/Butterfly»                                 | Херби Хэнкок                   |                   | 7:33         |
| 7.  | «Burn Down the Mission»                                   | Элтон Джон, Берни Топин        | Кимболл           | 6:28         |
| 8.  | «Sunshine of Your Love»                                   | Джек Брюс, Пит Браун           | Люкатер           | 5:13         |
| 9.  | «House of the Rising Sun»                                 | The Animals                    | Кимболл           | 4:40         |
| 10. | «Watching the Detectives»                                 | Элвис Костелло                 | Люкатер           | 4:04         |
| 11. | «It Takes a Lot to Laugh, It Takes a Train to Cry (Live)» | Боб Дилан                      | Пейч              | 3:52         |

## Чарты
| Страна     | Позиция |
| ---------- | ------- |
| Австрия    | 51      |
| Германия   | 22      |
| Дания      | 16      |
| Нидерланды | 40      |
| Финляндия  | 39      |
| Франция    | 25      |
| Швейцария  | 14      |
| Швеция     | 26      |

## Участники записи
- Бобби Кимболл — вокал
- Стив Люкатер — гитара, вокал
- Дэвид Пейч — клавишные, вокал
- Майк Поркаро — бас-гитара
- Саймон Филлипс — ударные, перкуссия
- Стив Поркаро — синтезатор, клавишные,
- Стив Макмиллиан — микширование
- Стивен Маркуссен — мастеринг
- Типпа Айри — диджей
- Джон Джессел — звукозаписывающий инженер
- Дэйви Джонстоун — бэк-вокал
- Эллис Холл — вокал
- Уолт Фоулер — флюгельгорн, труба
- Reisig — обложка альбома